# Lindsay Benko
Pour les articles homonymes, voir Benko.
Lindsay Benko est une nageuse américaine née le 29 novembre 1976 à Elkhart. Elle est championne olympique du relais 4 × 200 mètres nage libre aux Jeux olympiques d'été de 2000 à Sydney.